# David Rudder
David Rudder (ur. 6 maja 1953 r. w Belmont, Trynidad i Tobago) – muzyk gatunku calypso, artysta.
Zainteresowanie muzyką przejawiał od dzieciństwa; w wieku 11 lat został wokalistą grupy The Solutions. W 1977 roku rozpoczął profesjonalną karierę wokalną dołączając do zespołu Charlie's Roots, wówczas jednego z najpopularniejszych w Trynidadzie i Tobago. Uznanie przyniósł mu wydany w 1986 roku album zatytułowany The Hammer. Dwa utwory należące do tego albumu (The Hammer, który jest hołdem złożonym Rudolphowi Charlesowi, muzykowi gatunku steel pan oraz Bahia Girl) zostały uznane za hity. W 1988 ukazała się kolejna płyta Ruddera, Calypso Music, której tytułowa piosenka do dziś jest jednym z najlepiej sprzedających się dzieł muzycznych gatunku calypso. W 1989 roku artysta wydał swój najlepszy jak dotąd album, Haiti. Tytułowy utwór, przypominający requiem, poświęcił cierpieniom i sławie mieszkańców Haiti. Inne znane piosenki z tej płyty to wykorzystująca żywiołowe brzmienie steel panu Engine Room  oraz Rally 'Round the West Indies, która stała się oficjalnym hymnem reprezentacji Karaibów w krykiecie. Za swoje osiągnięcia muzyczne Rudder był kilkakrotnie wyróżniany m.in. nagrodami Sunshine Award.
Śpiewanie nie jest jedyną formą sztuki uprawianą przez Ruddera. W odróżnieniu od większości innych muzyków gatunku calypso, artysta sam pisze teksty wielu swoich piosenek. Ponadto zajmuje się również malarstwem i rzeźbiarstwem. W 1990 roku wystąpił w filmie Dzika Orchidea (Wild Orchid), w którym zagrał samego siebie i zaśpiewał kilka własnych utworów.